# El Coitao
El Coitao mal llamao fue un semanario cultural, de corte satírico, editado en Bilbao en 1908. El primer número de la revista salió el 26 de enero y el último el 29 de marzo, haciendo un total de únicamente ocho números publicados.
El origen del término coitao, según el Lexicón etimológico, naturalista y popular del bilbaíno neto (Emiliano Arriaga, 1896) venía a designar entre los bilbaínos a un infeliz, buenazo.
Fueron sus fundadores los pintores Gustavo de Maeztu, José y Alberto Arrue, Ángel Larroque, el escultor Nemesio Mogrobejo, junto al crítico de arte Juan de la Encina, Tomás Meabe, que acababa de fundar las Juventudes Socialistas, después de haber desertado de la ideología de Sabino Arana, y el poeta Ramón de Basterra. La edad media era de 23 años. Miguel de Unamuno y José María Salaverría también colaboraron en la revista, especialmente el primero, uno de los principales sustentadores del proyecto. 
Concibieron, fundaron y dirigieron un semanario artístico político cultural llamado El Coitao, mal llamao, en el que se escenificó la pérdida de la inocencia cultural, la espera paciente de las ayudas, encargos, las becas y los premios institucionales.
El Coitao siguió la estela de anteriores publicaciones catalanas de corte satírico como Els Quatre Gats o ¡Cu-Cut! donde se daba importancia a las ilustraciones gráficas, algo inusual en la prensa de esa época en general.
Las dianas preferidas de sus ataques fueron la Universidad de Deusto, de los jesuitas, el nacionalismo vasco, y en general la sociedad burguesa bilbaína. Las presiones que todos estos grupos ejercieron consiguieron que la publicación se interrumpiera en el número 8.
Famosos son los artículos publicados en el n.º 2 “¿Por qué se embriaga el vasco?’’ en el que el autor, Salaverría, arremete contra la arraigada, según él, costumbre de los vascos de beber «más de lo natural» como necesidad de soñar, «que tuvo la virtud de despertar una acalorada polémica en varios periódicos locales». En el siguiente número 3 se encontrará con la respuesta, bajo el título “¿Por qué se emborracha el vasco?’’, firmada por Unamuno donde arremete, entre otros aspectos, contra la «beocia bizkaitarresca» de manera aguda.